# Albert Finlay
Albert Finlay (31 agosto 1943) è un ex calciatore nordirlandese.

## Carriera
Finlay giocò quasi tutta la carriera agonistica nel Glentoran, società con cui vinse tra le tante competizioni quattro campionati nordirlandesi. Con il suo club prese parte a quattro edizioni della Coppa Campioni, giocando nella massima competizione europea 8 incontri. 
Nell'estate 1967 il club nordirlandese disputò il campionato nordamericano organizzato dalla United Soccer Association: accadde infatti che tale campionato fu disputato da formazioni europee e sudamericane per conto delle franchigie ufficialmente iscritte al campionato, che per ragioni di tempo non avevano potuto allestire le proprie squadre. Il Glentoran rappresentò i Detroit Cougars, e chiuse al quarto posto della Eastern Division, non qualificandosi per la finale (vinta dai Los Angeles Wolves, rappresentati dai Wolverhampton).
Con il club di Belfast Finlay giocò 440 incontri di campionato, prima di doversi ritirare a causa di problemi alla schiena derivategli da una caduta sul lavoro.

## Palmarès
- Campionato nordirlandese di calcio: 4

Glentoran: 1964, 1967, 1968, 1970
- Irish Cup: 1

Glentoran: 1966
- Gold Cup (Irlanda del Nord): 1

Glentoran: 1966
- Ulster Cup: 1

Glentoran: 1967
- City Cup: 3

Glentoran: 1965, 1967, 1970
- County Antrim Shield: 2

Glentoran: County Antrim Shield 1967-1968, County Antrim Shield 1970-1971